# Шаумбург (замок, Гессен)
Шаумбург (нем. Schloss Schaumburg) — средневековый замок в южной части коммуны Бальдуинштайн около города Лимбург-ан-дер-Лан в земле Гессен, Германия. Крепость изначально была построена на вершине скалистого холма. Главная башня замка являлась нулевой точкой системы координат для герцогства Нассау.

## История

### Ранний период
Возможно, первые укрепления на месте нынешнего замка было построены около 915 года. Во всяком случае окрестные земли упоминаются в документе о пожертвованиях монастырю Вайльбурга. Название «Schowenburg» или «Schauenburg» впервые употребляется как имя замка и местного административного центра в 1197 году. В список важных территорий региона, для которых Шаумбург был центром владений, входили общины Бибрих, Крамберг и Штайнсберг (как ни удивительно, но эти территориальные единицы существуют и поныне). В XII веке замком владели графы фон Лейнинген.
Около 1220 года графский род фон Лейнинген пресёкся по мужской линии. С тех пор замок (нередко не целиком, а частями) многократно менял своих собственников. Часть замка принадлежала Элизе, дочери графа Эмихо III фон Лейнингена и супруги графа Рупрехта III Воинственного. После её смерти эта доля перешла через её дочь во владение графства Фирнебург. Другая часть замка перешла к графам фон Диц, а от них к графам Вайльнау. Ещё одна доля в замке Шаумбург отошла к влиятельной семье фон Изенбург. От этого рода часть поместья Щаумбург в 1232 году перешла в собственность Герлаха I фон Лимбурга. Однако после продолжительной судебной тяжбы род фон Лимбург был вынужден отказаться  в 1266 году от своей доли замка в пользу Кёльнского курфюршества. Архиепископ Кельнский Зигфрид фон Вестербург 1276 году передал эту долю семье фон Вестербург.
Графы фон Вестербург не только расширили Шаумбург в 1279 году, но и сделали его своей резиденцией. 
Однако формальное наличие сразу нескольких собственников сыграло зловещую роль в судьбе замка. Бодуэн Люксембургский начал новую тяжбу о правах на Шаумбург. После судебных разбирательств в имперском суде в 1321 году земли Бальдуинштайн оказались отделены от владений семьи фон Шаумбург. Причём поселению Бальдуинштайн были дарованы права города.

### Эпоха Ренессанса
Вплоть до XV века представители рода фон Вестербург старались законно приобретать у прочих дворянских семей их доли в замке. С 1557 года представители рода фон Лейнинген-Вестербург-Шаумбург (боковая линия дома Вестербург) проживали в замке Шаумбург. 
В 1656 году Георг Вильгельм фон Лейнинген продал замок и поместье Агнес фон Эфферн, которая была вдовой графа Петра Меландера фон Хольцапеля. В итоге под единой властью объединились поместье Шаумбург и графство Хольцаппель. После смерти Агнес Шаумбург оставался во владении её потомков. Причём по женской линии. Сначала это были графы Нассау-Дилленбурга (1656-1707), затем князья Ангальт-Бернбург-Шаумбург-Хойм (1707-1812), после которых перешёл во владение Австрийских императоров из Габсбург-Лотарингской династии (1812-1867).

### XIX век

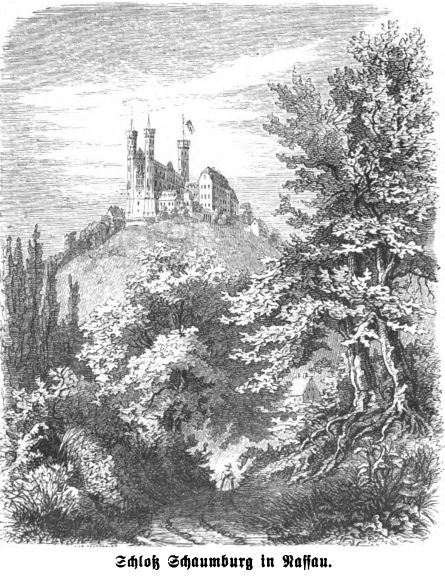
Замок на книжной иллюстрации 1864 года

С 1847 по 1867 год замком владел австрийский эрцгерцог Штефан Франц. Во время революции 1848 года ему пришлось покинуть родную Венгрию. Укрывшись в 1848 году в Шаумбурге эрцгерцог решил перестроить замок. В период с 1850 по 1855 год резиденция радикально преобразилась. Отныне вместо внешний облик замка стал соответствовать стилю неоготики. Автором плана перестройки Шаумбурга стал архитектор Карл Боос. 
Штефан Франц преобразил не только фасады Шаумбурга. По его распоряжению в замке появилась картинная галерея и впечатляющая библиотека. Помимо прочего зрцгерцог оставил потомкам коллекции монеты и минералов. Кроме того, при замке возник зоопарк. Две большие статуи, заказанные эрцгерцогом им в Берлине, и сейчас украшают парадный вход в замок. 
Во время реконструкции в замке появился великолепный просторный зал. Его широкие окна простирались между двумя старинными угловыми башнями в западной части фасада. Однако работы по внутренней отделке так и не были закончены. Ни эрцгерцог Штефан, ни последующие владельцы замка так и не сумели довести работы до конца. Зал так и остаётся в том состоянии, в котором его оставили в 1855 году. 
После завершения строительства железной дороги в долине Лан в 1862 году поселение Шаумбург стало легко доступным. И вскоре замок оказался излюбленным местом встреч родовитой знати Европы.
Бездетный эрцгерцог Штефан завещал замок младшему сыну своего двоюродного брата Петра II Ольденбургского, герцогу Георгу Людвигу фон Ольденбургскому. Род Ольденбургов владел резиденцией с 1867 по 1888 год. Однако о своих правах на Шаумбург заявила семья фон Вальдек-Пюрмонт. После судебной тяжбы, которая длилась более двадцати лет, замок в 1888 году был отдан в собственность Георгу Виктору цу Вальдек-Пирмонту.

### XX век
Последним родовитым владельцем замка в 1967 году стал после смерти своего отца Йозиаса Георга цу Вальдек-Пюрмонт князь Виттекинд цу Вальдек-Пюрмонт. В 1983 году он продал группе инвесторов Шаумбург вместе со всей мебелью и предметами обстановки, а также с окружающими землями за 15 миллионов немецких марок. 
Шаумбург планировалось перестроить в респектабельный отель, а рядом создать поле для игры в гольф. Однако эта реконструкция так и не состоялась. Вместе с тем к концу XX века стало ясно, что строения замка серьёзно обветшали и нуждаются в капитальном ремонте. Однако дело осложнялось огромными размерами комплекса и жёсткими требованиями немецкого законодательства в части сохранения памятников архитектуры. В 1990 году Шаумбург был продан бизнесмену из южной Германии за шесть миллионов немецких марок.

### XXI век
Новый собственник за 20 лет так и не смог провести полноценный ремонт замка. В 2011 году он выставил Шаумбург на продажу за 1,3 миллиона евро. Причём к тому времени основная часть окружающих земель уже была распродана. 
В конце 2012 года Шаумбург купила группа инвесторов из Турции. По их словам они собирались создать в стенах замка учебное заведение. Но и эти планы не были реализованы. В 2015 году директор инвестиционной группы объявил, что в Шаумбурге начнёт действовать международным институт виноделия.  
Весь архив Шаумбурга, который накапливался веками, был приобретён правительством земли Рейнланд-Пфальц. С тех пор все документы находятся в главном государственном архиве в Кобленце.

## Описание
Замок представляет собой огромный комплекс из трёх больших зданий и нескольких пристроек на вершине холма. Свой нынешний облик Шаумбург приобрёл во время реконструкции, проводившейся с 1850 по 1855 годы. По планам он должен был соответствовать романтическому стилю замков Рейна. В центре комплекса трёхэтажный дворец с восьмигранными угловыми каменными башнями. Самая высокая из них находится в юго-восточном углу. Её высота составляет 42 метра. Главные замковые ворота находятся в северной части комплекса. 
Непосредственно от средневекового замка почти ничего не сохранилось. На юге Шаумбурга остались фрагменты старых ворот, форбурга и сторожевой башни. 

## Интересные факты
В 1999 году замок Шаумбург служил декорацией для вымышленной школы из немецкого фильма ужасов «Потому что я тебя убью!».

## Известные люди, родившиеся в замке
- Виктор I Амадей Адольф Ангальт-Бернбург-Шаумбург-Хойма (1693-1772) — немецкий князь.

- Виктория Шарлотта Ангальт-Бернбург-Шаумбург-Хоймская (1715-1772) — немецкая принцесса.

- Карл Людвиг Ангальт-Бернбург-Шаумбург-Хойма (1723-1806) — князь, генерал голландской армии.

- Франц Адольф Ангальт-Бернбург-Шаумбург-Хоймский (1724-1784) — генерал прусской армии.

- Виктор Амадей Ангальт-Бернбургский (1744-1790) — офицер, дослужившийся в русской армии до чина генерал-поручика, герой штурма Очакова.

## Галерея

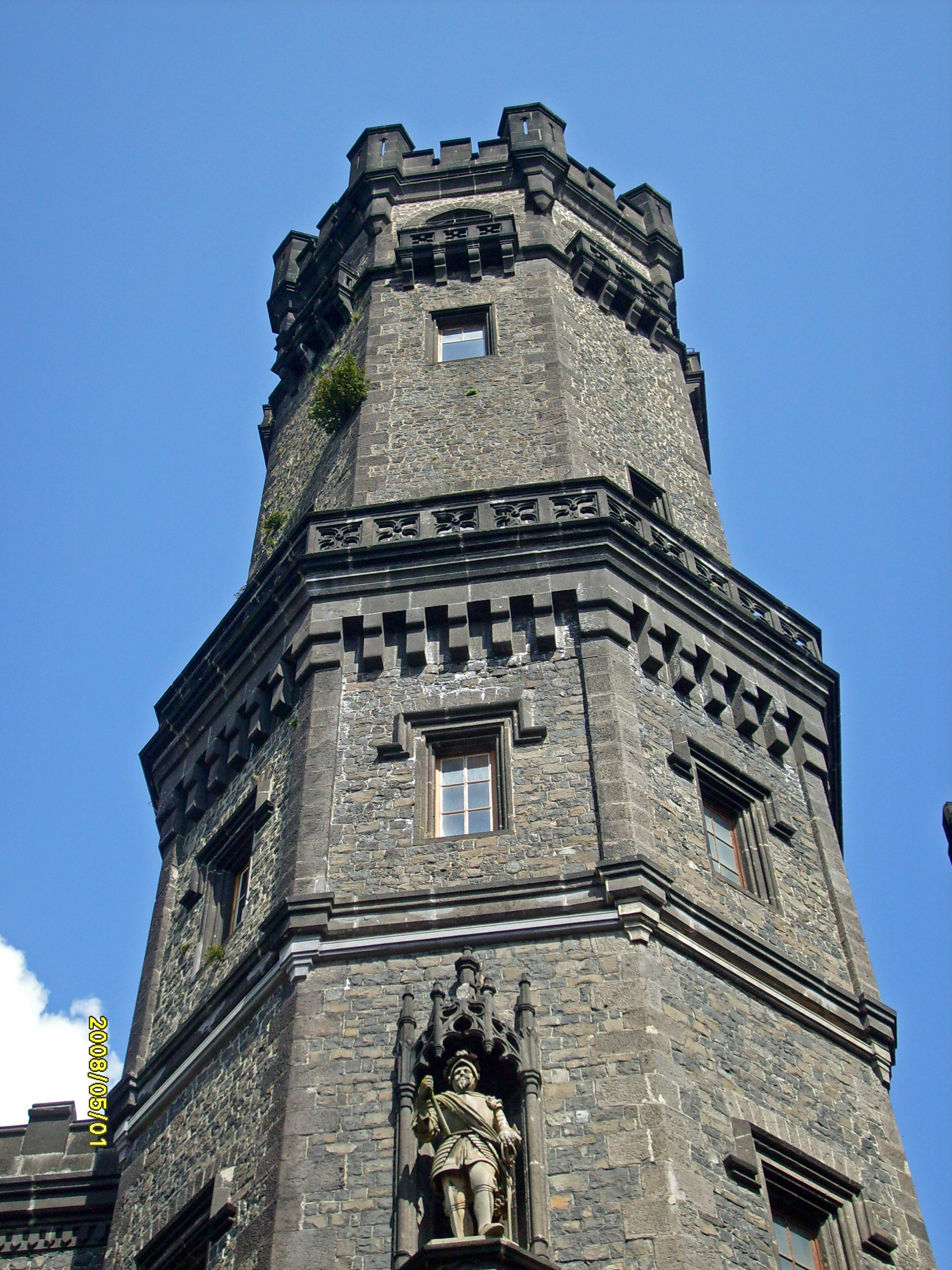
Главная башня замка
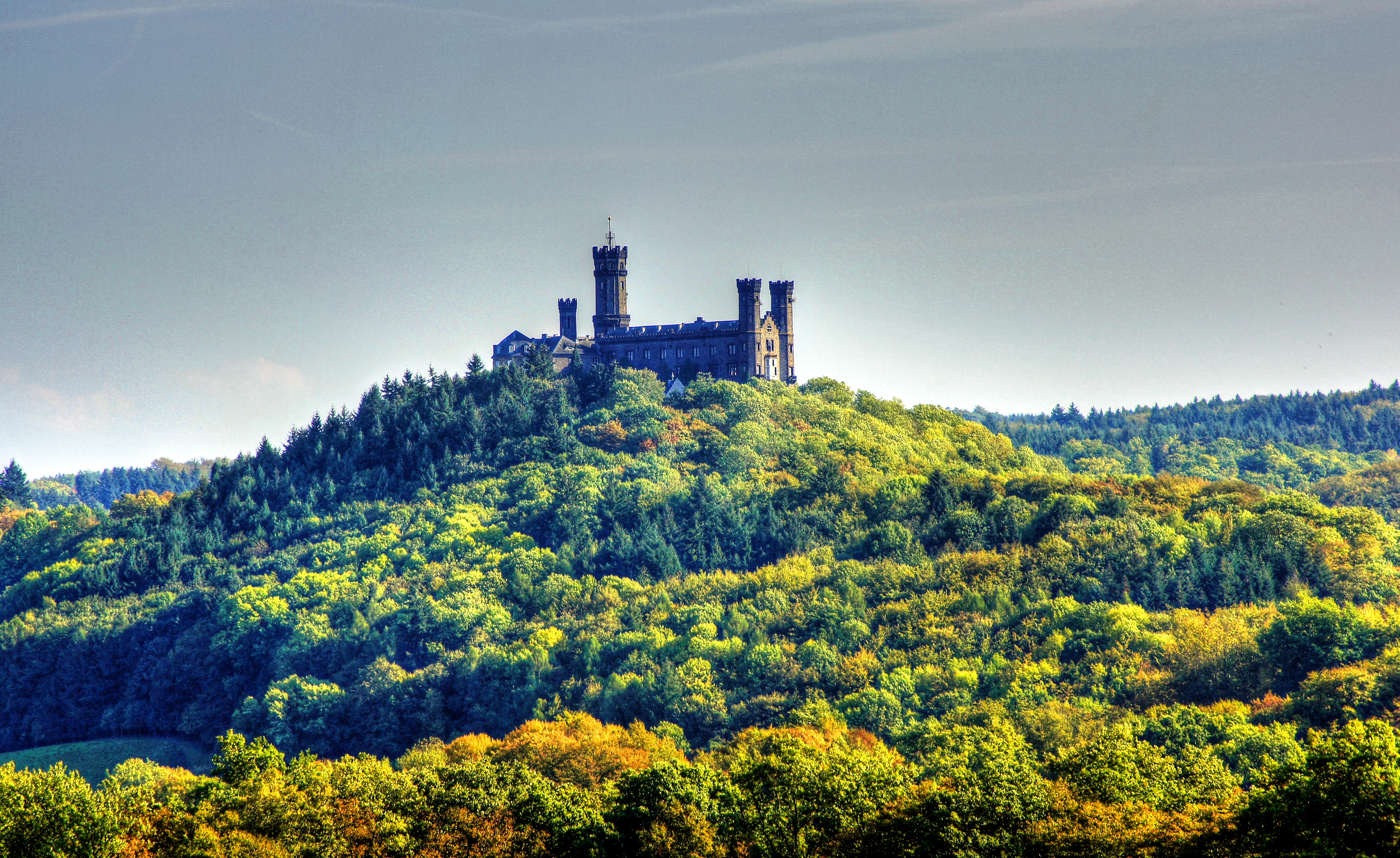
Вид замка с северной стороны
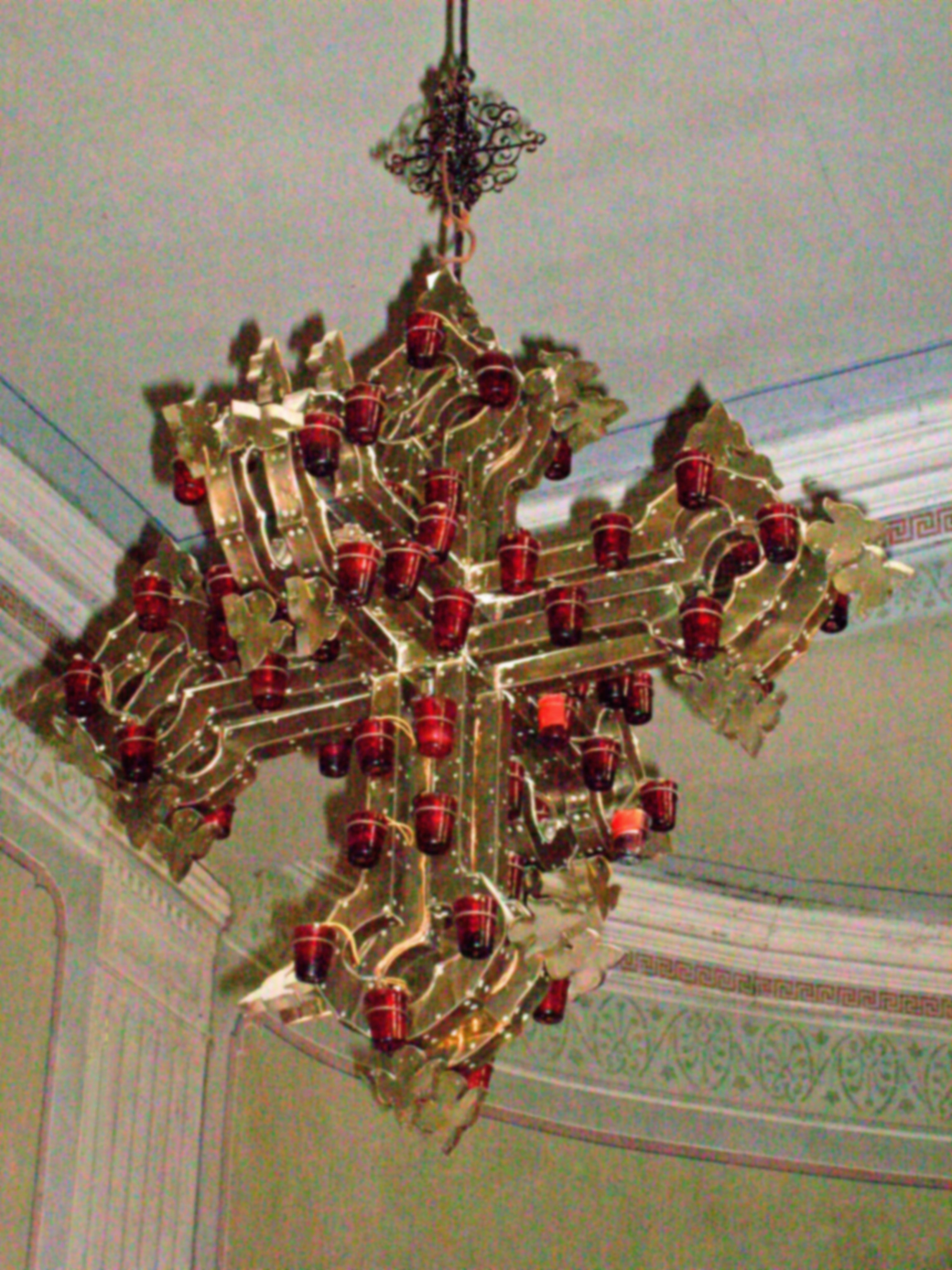
Иерусалимский крест в парадном зале
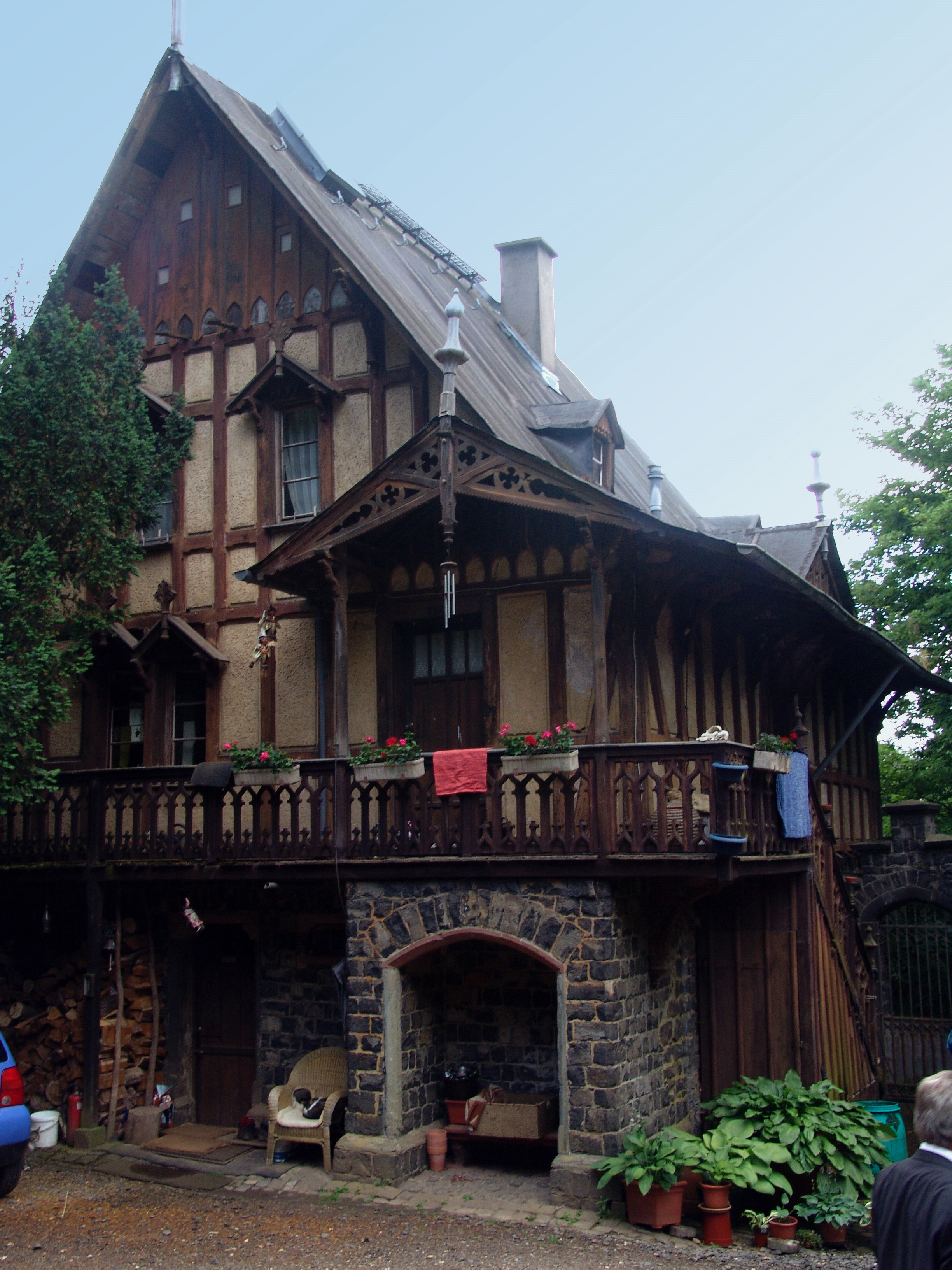
Домик привратника у главных ворот
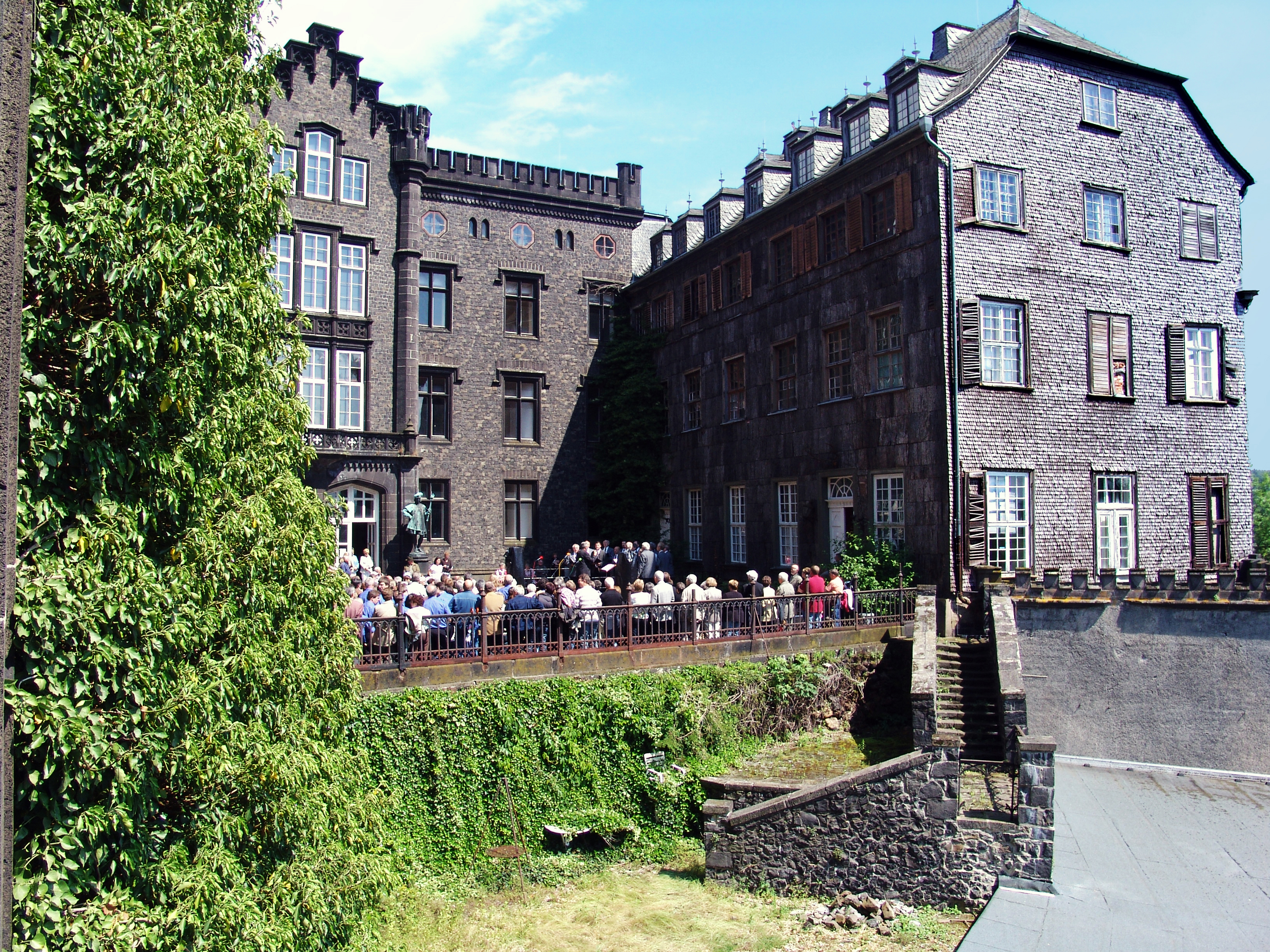
Главные здания со стороны замкового двора